# SN 2008hh
SN 2008hh – supernowa typu Ic odkryta 19 listopada 2008 roku w galaktyce IC 112. W momencie odkrycia miała maksymalną jasność 16,60m.